# 頂柴福德宮
23°39′46″N 120°31′58″E / 23.662846°N 120.532717°E
頂柴福德宮，是位於臺灣雲林縣斗六市三光里柴裡地區的土地祠，以土地婆為主神。

## 主祀
雲林縣斗六市三光里有板橋、頂柴裡、下柴裡三個部落，其中柴裡地區的頂柴、下柴的土地祠，各以土地婆、土地公為主神。
頂柴福德宮廟務人員林來常說明，土地婆成主神確切年代無從得知，但日治時代，他曾祖父擔任負責解讀乩童的桌頭時，當年廟內祀奉的就是土地婆。里長陳岐峰表示據地方耆老所聞，之所以主祀土地婆，是土地婆曾託夢給先人，說土地公因年紀老動作慢，一切由她代勞維護地方平安，因此雕刻了福德婆神像。柴里地區屬於柴裡社後裔所居，昔日時的漢人會以入贅方式與當地平埔族女子結婚。另一說是早年此地醫藥尚不發達，當地婦女只要有婦科方面的疾病，例如不孕症等，來求此神幫忙，於是讓土地婆成為正神。
在臺灣以土地婆為主祀的還有彰化縣花壇鄉的花壇崇德宮，相傳與白沙坑文德宮有關。

## 沿革

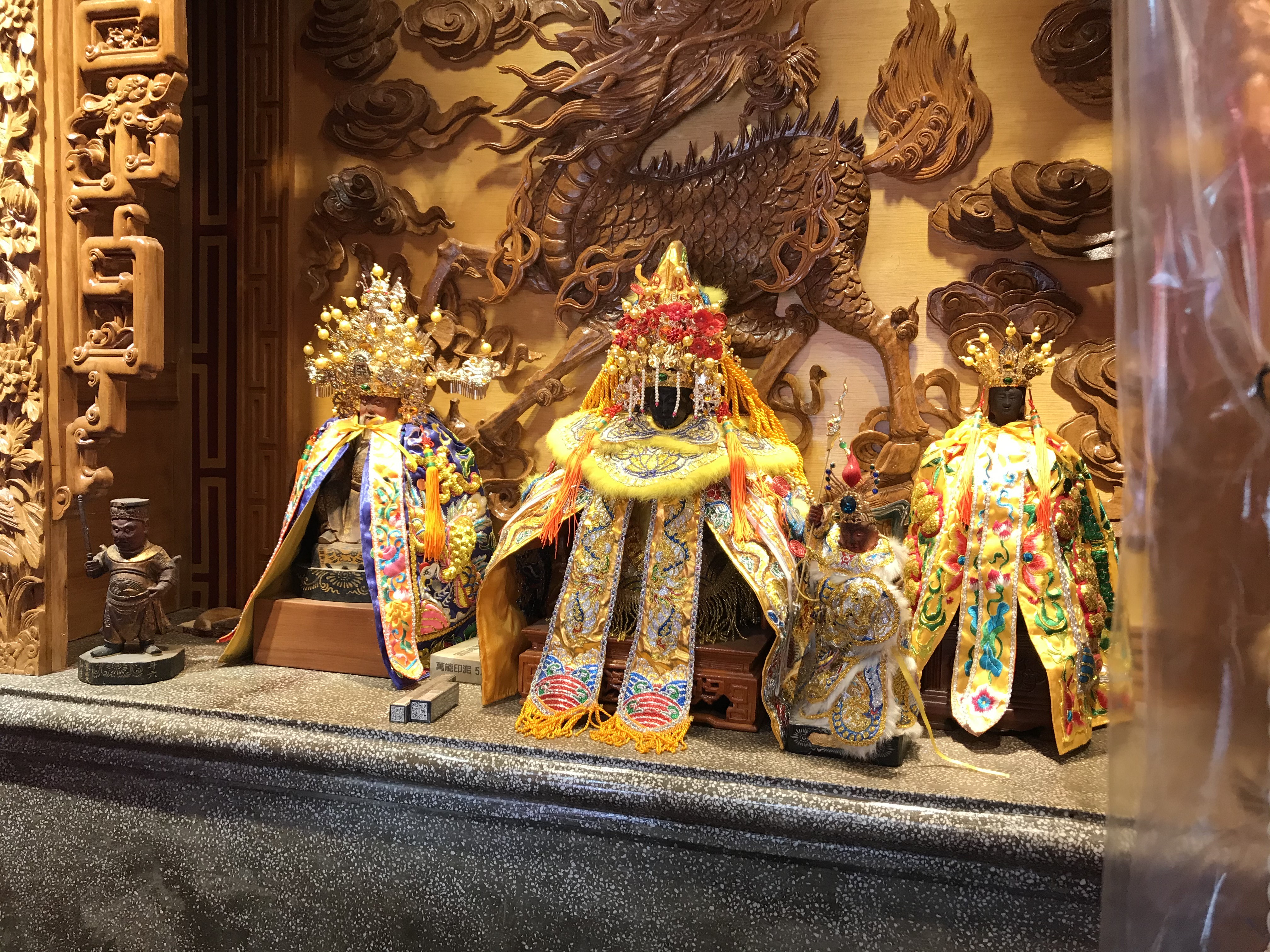
神像

頂柴福德宮廟身原先為茅草屋，1980到1990年代重新整修，入殿門聯為「福垂鄉里三生可鑑，德範婆心一意唯誠」，以此讚頌土地婆庇佑里民恩澤。大家樂盛行期間，村民擔心神尊被人偷請，將原神像作為爐主神，由頂柴路近三十戶居民以任期一年為限輪任爐主，一般民眾只能在每年農曆四月十五日土地婆聖誕，以及農曆十月十五日拜平安儀式，才能見到原先神像，直到2014年12月6日，原神像才再長鎮廟內。

## 婚姻
原先頂柴福德宮供俸的的土地公在下柴庄獨立並為土地公建廟後，頂柴庄為避免土地婆離庄，又雕刻了一尊土地公在土地婆後方陪侍。
2016年春，斗六市天聖宮計畫為廟內的土地公娶妻，於是找到頂柴福德宮提親。頂柴福德宮便新刻一尊土地婆作分靈、視為其妹妹作出嫁。當年7月30日舉行婚禮，並舉辦流水席宴客。